# Abrecovo (Codeçoso)
Abrecovo era, em 1747, uma aldeia portuguesa da freguesia de Santo André (Codeçoso), termo da Vila de Basto. Estava subordinada ao Arcebispado de Braga, pertencendo à Província de Entre Douro e Minho.